# 홋카이도 항공
홋카이도 항공(일본어: 北海道航空, 영어: Hokkaido Aviation Co.Ltd.)는 홋카이도 삿포로시 히가시구에 본사가 있는 항공사이다. 헬리콥터의 관광 비행 외에도 도내 각 방송국의 보도 헬기 운행 등을 실시하고 있다.